# Perizoma fumosum
Perizoma fumosum är en fjärilsart som beskrevs av Inoue 1982. Perizoma fumosum ingår i släktet Perizoma och familjen mätare. Inga underarter finns listade i Catalogue of Life.